# Basic Instinct (album)
Basic Instinct è il quarto album discografico della cantante statunitense Ciara, pubblicato nel dicembre 2010.

## Tracce
1. Basic Instinct (U Got Me) – 3:29
2. Ride (feat. Ludacris) – 4:34
3. Gimmie Dat – 4:11
4. Heavy Rotation – 4:08
5. Girls Get Your Money – 3:32
6. Yeah I Know – 3:44
7. Speechless – 4:08
8. You Can Get It – 4:00
9. Turn It Up (feat. Usher) – 3:08
10. Wants for Dinner – 3:31
11. I Run It – 5:15